# Жодино-Южное
Жо́дино-Ю́жное (бел. Жодзіна-Паўднёвае) — железнодорожный остановочный пункт Минского отделения Белорусской железной дороги на линии Минск-Пассажирский — Орша-Центральная. Остановочный пункт расположен в городской черте Жодино, между остановочным пунктом Барсуки и станцией Жодино на перегоне Красное Знамя — Жодино. Находится в 57,9 км от Минска и в 154,1 км от Орши.

## Расположение
Находится на юго-западной окраине городе Жодино, возле густонаселённого жилого района, застроенного в 1960—1970 годах, поэтому пассажиропоток по платформе больше, чем на соседней станции Жодино, которая хотя географически и расположена в центре города, однако в относительном отдалении от жилых кварталов и ближе к промышленной зоне.

## Устройство станции
Через остановочный пункт проходят два магистральных пути. Станция представляет собою две прямые боковые платформы, длиною по 245 метров каждая. Пересечение железнодорожных путей осуществляется по двум наземным пешеходным переходам, оснащёнными предупреждающими плакатами. Пассажирский павильон и билетные кассы (касса № 1 — работает круглосуточно, касса № 2 — с 6 до 18 часов) расположены на платформе в направлении Минска.

## Пассажирское сообщение
Жодино-Южное является пассажирской платформой. Согласно «Тарифному руководство № 4», по остановочному пункту выполняются только посадка и высадку пассажиров на (из) поездов пригородного сообщения. Прием и выдача багажа не производятся. Также не производятся по нему грузовые операции.
На остановочном пункте ежедневно останавливаются электропоезда региональных линий эконом-класса (пригородные электрички), следующие до станций Орша-Центральная (4 пары), Борисов (7 пар), а также нерегулярные рейсы до Жодино, Крупок и Славного. Время следования до Орши составляет в среднем 2 часа 45 минут, до Борисова — 24 минуту, до станции Минск-Пассажирский — 1 час 15 минут.
Остановка городского общественного транспорта с автобусными маршрутами, следующие в центр города расположена в 600 метрах севернее от выхода с платформ.